# Hendrik van Steenwijck Młodszy

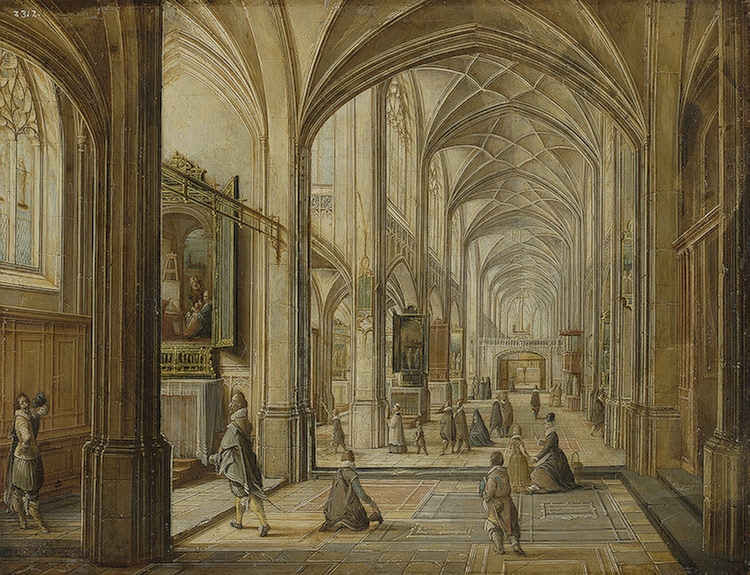
Wnętrze gotyckiego kościoła, po 1610 Ermitaż

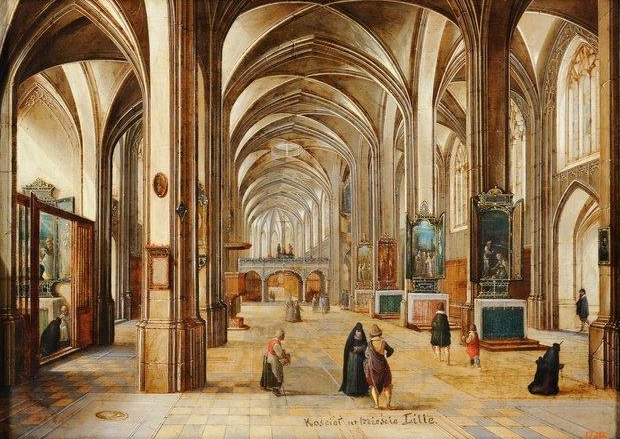
Wnętrze gotyckiego kościoła, I poł. XVII w. Muzeum Czartoryskich

Hendrik van Steenwijck Młodszy, niem. der Jüngere, znany również jako Hendrik van Steenwijck II lub Steenwyck (ur. ok. 1580 w Antwerpii, zm. 1649 w Lejdzie lub Amsterdamie) – flamandzki malarz barokowy.
Jego nauczycielem był ojciec Hendrik van Steenwijck Starszy (ok. 1550-1603), malarz architektury. Pierwsze lata aktywności artystycznej spędził prawdopodobnie w Antwerpii, malując – podobnie jak ojciec – wnętrza świątyń. Pozostawał w tym czasie pod wpływem malarzy flamandzkich, takich jak Jan Brueghel Starszy. Od 1617 przebywał w Londynie, gdzie malował architekturę i wykonywał tła na obrazach Antoona van Dycka, Daniëla Mijtensa i innych malarzy. Po 1637, a według niektórych źródeł w 1645, przeniósł się na stałe do Hagi, gdzie pracował jako dworski malarz do śmierci w 1649. Jego żona Susanna van Steenwijk (zm. ok. 1653) także była malarką.
Hendrik van Steenwijk znany jest z przedstawień wnętrz kościołów, były to rzeczywiste obiekty, jak i wnętrza będące dziełem jego wyobraźni. Obrazy malarza cechuje dbałość o nastrój, malował przy świetle dziennym, wieczorem i nocą, przy blasku świec i pochodni. Często przedstawiał krypty, wnętrza gotyckie i renesansowe pałace. Ulubionym tematem jego prac była katedra Najświętszej Marii Panny w Antwerpii.
Obrazy artysty rozproszone są w licznych muzeach i galeriach na całym świecie, najcenniejsze prace posiadają m.in. Ermitaż w Sankt Petersburgu i Royal Collection. W Muzeum Czartoryskich w Krakowie znajduje się obraz Steenwijka Wnętrze gotyckiego kościoła (nr inw. XII-266).